# ليف بيرغ
ليف بيرغ (بالروسية: Лев Семёнович Берг )‏ (و. 1876 – 1950 م) هو أحيائي، ومستكشف، وجغرافي، وعالم حيواني، وعالم أسماك من الإمبراطورية الروسية، والاتحاد السوفيتي، ولد في بيندر، مولدوفيا، وكان عضوًا في الأكاديمية الروسية للعلوم، توفي في سانت بطرسبرغ، عن عمر يناهز 74 عاماً.

## التعليم
تعلم في Faculty of Physics and Mathematics of Moscow Imperial University ‏.

## جوائز
حصل على جوائز منها:
- جائزة الاتحاد السوفيتي الحكومية
- ميدالية قسطنطين من الجمعية الجغرافية الروسية  [لغات أخرى]‏
- وسام العمل الشجاع في الحرب الوطنية العظمى 1941-1945
- ميدالية الدفاع عن لينينجراد [الإنجليزية]‏
- وسام الراية الحمراء من حزب العمال
- جائزة العالم المُكرَّم لجمهورية روسيا الاتحادية الاشتراكية السوفيتية  [لغات أخرى]‏.

## روابط خارجية
- ليف بيرغ على موقع الموسوعة البريطانية (الإنجليزية)